# Metacomet Ridge
Die Metacomet Ridge (auch Metacomet Ridge Mountains, Metacomet Range) ist ein schmaler, steiler Höhenzug aus Basalt, der sich von Norden nach Süden durch das Connecticut River Valley in Massachusetts und Connecticut zieht. Malerische Kliffs, Aussichtspunkte, spezielle Mikroklimate, Ökosysteme und Pflanzengemeinschaften machen den Gebirgszug zu einer besonders schützenswerten Facette der Landschaft. Außerdem ist er ein wertvolles Naherholungsgebiet in einer Umgebung, in der in einem Korridor von ca. 10 mi (16 km) mehr als 1,5 Mio. Menschen leben. Entlang der Ridge verlaufen vier Fernwanderwege und mehr als ein dutzend Parks und Erholungsgebiete, sowie mehrere national anerkannte historische Orte verteilen sich auf seinem Gebiet. Neben kommunalen, staatlichen und Bundes-Behörden sind beinahe zwei dutzend Non-Profit-Organisationen für den Landschaftsschutz der Metacomet Ridge engagiert.
Die Metacomet Ridge erstreckt sich auf einer Länge von 100 mi (160 km) von New Haven und Branford am Long Island Sound bis in das nördliche Franklin County, ca. 2 mi (3,2 km) vor der Grenze zu Vermont und New Hampshire. Sie ist geologisch nicht nur jünger als die nahegelegenen Appalachen einschließlich der Grundgebirgs-Plateaus, die das Connecticut River Valley umgeben, sondern auch anders zusammengesetzt, indem sie zu wesentlichen Teilen aus Basalt (im Englischen landläufig auch „trap rock“ genannt, vgl. Trapp) aufgebaut ist. Obwohl der Höhenzug maximal auf knapp 1270 ft (390 m) über dem Meer ansteigt und durchschnittlich nur 725 ft (221 m) Höhe erreicht bildet er doch eine auffällige Landmarke, weil er sich schroff aus der umliegenden Landschaft erhebt.
Das Gestein der Metacomet Ridge verdankt seine Entstehung der Kontinentaldrift. An der Wende von der Trias zum Jura vor ca. 200 Millionen Jahren quoll basaltische Lava aus den Rissen, die beim einsetzenden Auseinanderdriften der Nordamerikanischen Platte und der Afrikanischen Platte entstanden waren und ergoss sich in die Landschaft. Der Basalt überdeckte dabei die bis dahin dort abgelagerten Fluss- und Seesedimente (mehrheitlich Schotter, Sand und Ton-Schluff-Schlamm). Durch Unterbrechungen der vulkanischen Aktivität lagerten sich auch zwischen den einzelnen, bis zu 100 m mächtigen Basaltdecken Sedimente ab. Nach dem endgültigen Abklingen des Vulkanismus wurden die Basalte von weiteren Sedimenten zugedeckt. Durch anschließende Verkippung und Hebung der Basaltdecken und der Sedimente, in die sie eingebettet sind, und infolge von Erosion wurden die verwitterungs- und erosionsbeständigeren Basalte als langgezogene Rücken aus den Sedimentgesteinen herauspräpariert.

## Namensherkunft
Metacomet oder Metacom ist der Name eines Sachem („Häuptlings“) der Wampanoag-Indianer im 17. Jahrhundert. Metacomet führte sein Volk im King Philip’s War, einem Aufstand der Wampanoag gegen die Expansion der britischen Siedler in Neuengland. Bei diesen war Metacomet auch unter dem Namen King Philip bekannt. Zahlreiche geographische Namen (Toponyme) in Neuengland nehmen heute auf ihn Bezug: Metacomet Trail, Metacomet-Monadnock Trail, King Philip’s Cave, King Philip Mountain und Sachem Head. Die Legende sagt, dass Metacomet den damaligen Außenposten Simsbury niederbrennen ließ und das Feuer vom Talcott Mountain aus beobachtete. Dort befindet sich auch eine der nach ihm King Philip’s Cave benannten Höhlen. Darüber hinaus wurden die Namen Metacomet und King Philip in Bezeichnungen von mindestens sechzehn Landschaftselementen und mehr als 75 Unternehmen, Schulen und Bürgerorganisationen im südlichen Neuengland verwendet.

## Geographie

### Geographische Abgrenzung

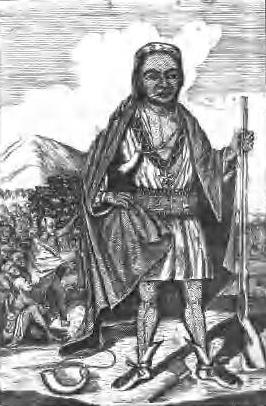
Metacom von Paul Revere

Die Metacomet Ridge als eine "Traprock ridge" zu bezeichnen ist allerdings nicht unumstritten. Der eigentliche Basaltkamm beginnt an der Holyoke Range in Belchertown (Massachusetts) und endet bei den Hanging Hills in Meriden (Connecticut). Eine Studie von 2004, die vom National Park Service in Auftrag gegeben worden war, dehnt die Definition auf den kompletten Kamm von Greenfield (Massachusetts) bis zum Long Island Sound aus. Der Sierra Club bezeichnet das komplette Gebiet in Connecticut als "The Traprock Ridge". Geologisch und offensichtlich zieht sich die Kammlinie als eine fortlaufende Landschaftsformation von Belchertown, Massachusetts, bis nach Branford (Connecticut) am Long Island Sound, über eine Entfernung von 71 mi (114 km). Sie wird nur durch die Schluchten von Farmington River in Connecticut und von Westfield und Connecticut River in Massachusetts durchbrochen. Bis 2008 erkannte das United States Board on Geographic Names (USBGN) die Namen Metacomet Ridge, Traprock Ridge oder andere nicht an, obwohl mehrere Abschnitte mit Namen versehen waren. Geologen sprechen von der ganzen Formation als "the traprock ridge" oder "the traprock mountains" oder benutzen technische Ausdrücke. Komplizierter wird der Sachverhalt dadurch, dass nur die am höchsten anstehenden Schichten an der Oberfläche echter "Traprock" sind. Und dies gilt auch nur für die südlichen drei Viertel der Ridge. Auch die darunter liegenden Schichten von Sedimentgestein gehören zur Struktur der Ridge. Im nördlichen Zentral-Massachusetts wird diese Formation die vorherrschende Schicht und verlängert den Gebirgskamm von der Holyoke Range um weitere 35 mi (56 km) durch Greenfield fast bis an die Grenze von Vermont. In diesem Artikel wird die komplette Metacomet Ridge in ihrer gesamten geologischen Ausdehnung behandelt.

### Geographie
Der Basaltkamm beginnt am Long Island Sound mit zwei parallel verlaufenden Bergkämmen, sowie damit verbundenen Abzweigungen einzelnen Basaltinseln dazwischen. Dazu gehören beispielsweise die Härtling–artigen Klippen von East Rock und der isolierte Gipfel Peter's Rock. Die westliche Ridgeline beginnt in New Haven (Connecticut) als West Rock Ridge mit dem Mad Mare Hill und dem Mount Sanford und zieht sich nach Nordosten über Rocky Top und Sleeping Giant, Peck Mountain, Prospect Ridge. Diese Linie erstreckt sich über etwa 16 mi (26 km), bevor sie in einer Reihe von niedrigen Hügeln südlich von Southington, 2,75 mi (4,4 km) westlich der Hanging Hills in Meriden.
Im Osten beginnt die Formation an Beacon Hill (130 ft=40 m), in Branford, Connecticut, am Ufer des East Haven River Estuary, und zieht sich von dort über 60 mi (97 km) nach Norden zum Mount Tom in Holyoke (Massachusetts); von dort biegt sie um nach Osten über den Connecticut River, wo sie als Holyoke Range über 10 mi (16 km) weiterläuft, bevor sie in Belchertown endet. Mehrere verstreute, parallel verlaufende Ridges laufen auf dieser Strecke mit. Die bekanntesten davon sind die Hügel von Rocky Hill (Connecticut) und die Barn Door Hills von Granby (Connecticut).
Nördlich von Mount Tom und der Holyoke Range ist der Scheitel des Kammes offenbar abgetragen und die darunter liegenden Sedimentschichten treten an die Oberfläche, allerdings nicht mehr mit demselben scharfen Profil. Zwischen Holyoke Range und Pocumtuck Ridge, auf einer Strecke von 9 mi (14 km) besteht die Metacomet Ridge nur aus einer Reihe von meist unbeschriebenen Anhöhen zwischen den Sedimentschichten der umgebenden Ebenen. Mount Warner (512 ft=156 m) in Hadley (Massachusetts) ist geologisch nicht mit der Metacomet Ridge verbunden. Er besteht aus metamorphem Gestein und zieht sich nach Westen in die Sedimentschichten.

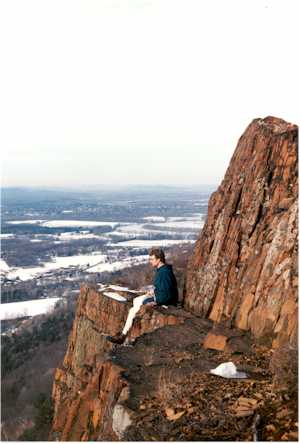
Blick vom Mount Tom, Massachusetts

Die Metacomet Ridge steigt dann wieder an zur Pocumtuck Ridge, mit dem Sugarloaf Mountain und dem parallel verlaufenden Massiv des Mount Toby (1269 ft= 387 m), dem höchsten Punkt der gesamten Formation. Sowohl der Sugarloaf Mountain als auch Mount Toby bestehen aus erosions-resistenten Sedimentgesteinen. Nördlich des Mount Sugarloaf setzt sich die Pocumtuck Ridge fort, abwechselnd als Sediment- und Basaltkamm bis nach Greenfield (Massachusetts). Von Greenfield nach Norden verläuft die Ridge bis auf 2 mi (3 km) an das Dreiländereck Vermont–New Hampshire–Massachusetts. Das Profil der Metacomet Ridge verliert sich in einer Reihe von unbeschriebenen Hügeln und niedrigen, bewaldeten Gipfelchen aus Sedimentgestein und immer stärker abnehmenden Basaltschichten.
In Connecticut ist der höchste Punkt der West Peak der Hanging Hills (1024 ft= 312 m); in Massachusetts ist der höchste Basaltgipfel der Mount Tom (1202 ft= 366 m). Nur der Mount Toby, ein Gipfel aus Sedimentgestein ist noch etwas höher. An der Oberfläche erscheint die Metacomet Ridge am schmalsten am Provin Mountain und East Mountain in Massachusetts, wo die sichtbaren Felsen nur 0,5 mi (1 km) breit sind; die größte Breite erreicht sie am Totoket Mountain mit mehr als 4 mi (6 km). Parallel verlaufende Hügelketten und verbundene Schichten machen die Metacomet Ridge jedoch um einiges breiter, als mit bloßem Auge erkennbar ist. Die Formation erreicht an manchen Stellen bis zu 10 mi (16 km) Breite. Das Einzugsgebiet wird hauptsächlich vom Connecticut River und seinen Zuflüssen (Falls River, Deerfield River, Westfield River, Farmington River, Coginchaug River) und im südlichen Connecticut auch vom Quinnipiac River entwässert.
Die Metacomet Ridge wird begleitet von unterschiedlichen sowohl ländlichen, bewaldeten oder landwirtschaftlich genutzten, als auch städtischen Landschaften. Sie hat maximal 6 mi (10 km) Entfernung zu einer ganzen Reihe von städtischen Zentren wie New Haven, Meriden, New Britain, Hartford und Springfield. Kleinere Städte sind unter anderem Greenfield, Northampton, Amherst, Holyoke, West Hartford, Farmington, Wallingford und Hamden.

## Geologie

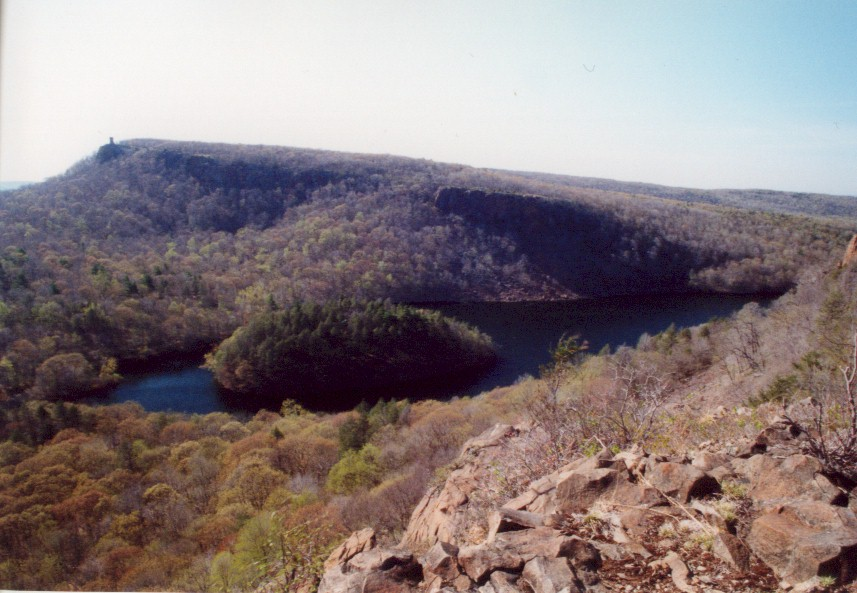
Gefaltete Lagen von Basaltschichten an den Hanging Hills, Meriden, Connecticut

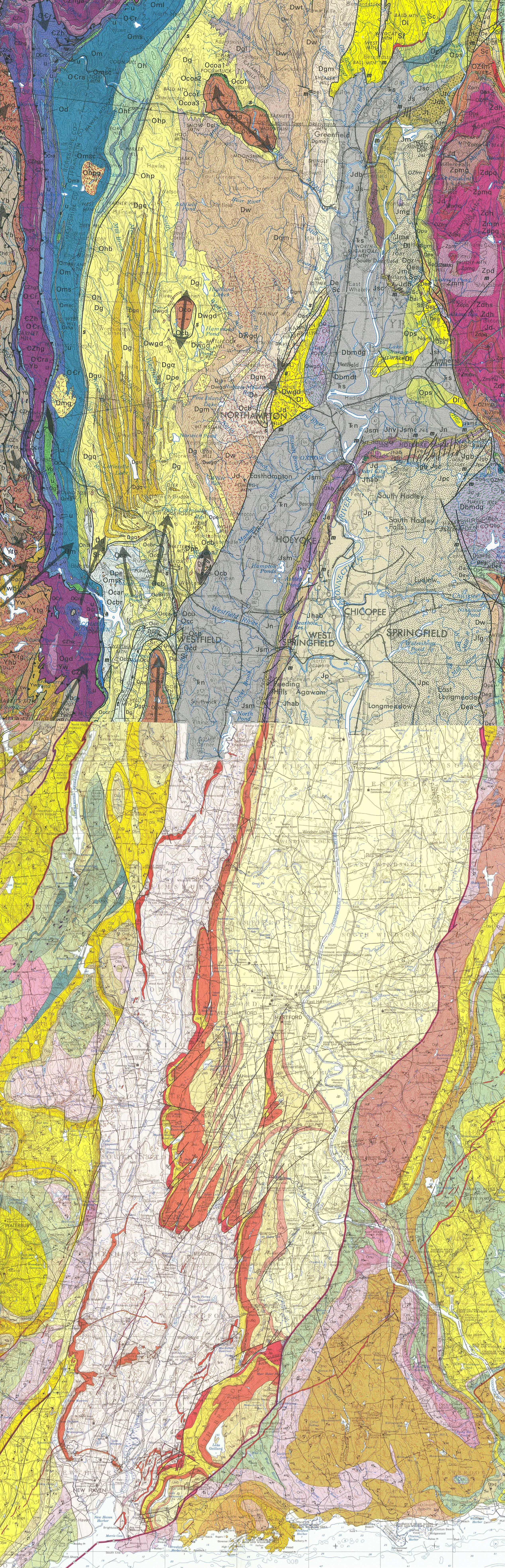
Geologische Karte des Hartford-Deerfield-Beckens mit Verzeichnung der Ausbisse der reliefbildenden Basaltdecken (unten, oben) der Metacomet Ridge

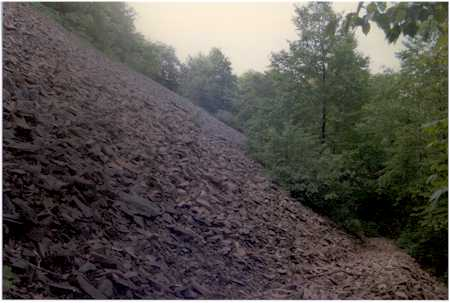
Schotterkegel am Bare Mountain in der Holyoke Range, Massachusetts

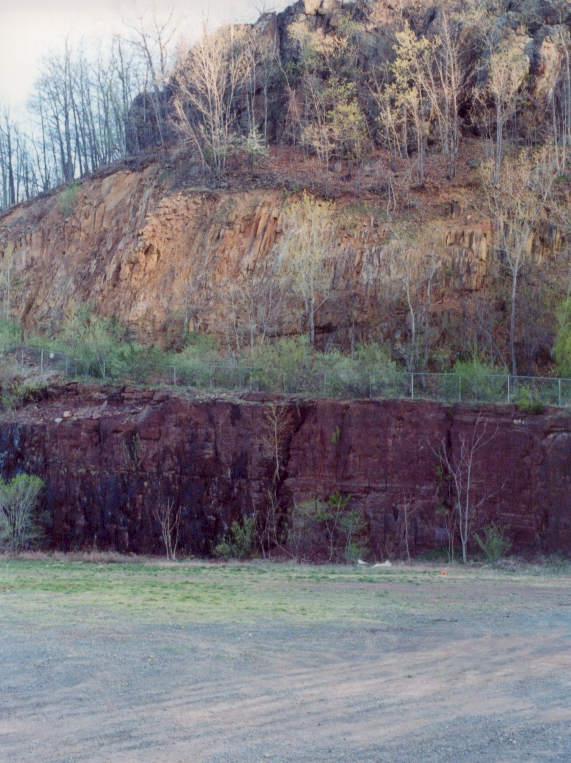
Basalt schichten auf Sedimentschichten in einem ehemaligen Steinbruch, Plainville Connecticut

Die Metacomet Ridge entstand durch geologische Dehnungsprozesse vor etwa 200 Mio. Jahren in der Zeit der Trias und des Jura. Der Basaltkamm (traprock crest) ist das Ergebnis mehrerer enormer Lavaergüsse, die sich mehrere hundert Meter dick in eine Verwerfung lagerten, als die Nordamerikanische Platte sich von Eurasien und Afrika trennte. Die Metacomet Ridge ist also sozusagen ein prähistorisches Rift Valley, das einst eine Verzweigung oder ein Parallelgraben zum Grabenbruch war, aus dem der Atlantische Ozean entstehen sollte.
Basalt ist anfangs ein dunkles Ergussgestein. Durch Verwitterungsprozesse der Eisenhaltigen Mineralien färbt er sich an der Oberfläche rostbraun bis dunkel-purpurfarben. Er bildet oft oktogonale und pentagonale Säulen aus, sogenannte "postpiles" (Basaltprismen). Ausgedehnte Geröllhalden begleiten viele der Klippen entlang der Metacomet Ridge.
Die Eruptionen erstreckten sich über einen Zeitraum von ca. 20 Mio. Jahren. Erosion und Sedimentation zwischen den Eruptionen lagerten dicke Sedimentschichten zwischen den Lavaschichten ab und es entstanden Sedimentschichten im Basalt. Die entstehende "Schichttorte" (layer cake) aus Basalt und Sedimentgesteinen wurde gefaltete und gekippt. Die einsetzende Erosion trug die weicheren Sedimente schneller ab, als die harten Basaltschichten, wodurch die Kanten der Basaltschichten freigelegt wurden und die deutliche Kantenlinie und die dramatischen Klippen entstanden, die heute auf der westlichen und nördlichen Seite der Ridge sichtbar sind. Die Schichtstruktur ist am deutlichsten am Mount Norwottuck in der Holyoke Range in Massachusetts zu sehen. Der Gipfel des Norwottuck besteht aus Basalt; direct unterhalb des Gipfels finden sich die Horse Caves, ein tiefer Überhang, wo die Sedimentschichten ausgewaschen sind. Sugarloaf Mountain, Pocumtuck Ridge und Mount Toby sind ein weiteres Beispiel für die "Tortenschichtung". Die Grundschicht besteht aus Arkosesandstein, der am Mount Sugarloaf ansteht. Die mittlere Schicht besteht aus Basalt, der an der Pocumtuck Ridge zu Tage tritt und die oberste Schicht besteht aus Sediment-Konglomeraten die als Mount Toby Conglomerate bekannt sind. Verschiebungen und Erdbeben während der Kontinentalverschiebung stellten die Schichten in einen schrägen Winkel. Erosion und Gletscherabschürfungen formten die Schichten so, dass aus der ursprünglichen Masse heute drei unterschiedliche Gebirgskämme entstanden sind. Obwohl Mount Toby und Mount Sugarloaf nicht aus Basalt bestehen, gehören sie aufgrund ihrer Entstehung zur Metacomet Ridge.
West Rock in New Haven ist noch einmal ein Sonderfall, weil er nicht durch vulkanische Lavaströme entstanden ist, sondern das Überbleibsel eines gewaltigen vulkanischen Dikes ist, durch den die Lava an die Oberfläche strömte.
Während die Basaltklippen das augenfälligste Überbleibsel prähistorischer geologischer Prozesse sind, finden sich in den Sedimentgesteinen und im umgebenden Terrain bedeutende Zeugnisse prähistorischen Lebens in Form von Fossilien der Trias und des Jura, im Besonderen Dinosaurier-Fährten. Im Dinosaur State Park in Rocky Hill (Connecticut) wurden mehr als 2.000 gut erhaltene Spuren ausgegraben. Weitere Stellen bei Holyoke und Greenfield brachten ähnlich bedeutende Funde zu Tage.

## Ökosystem

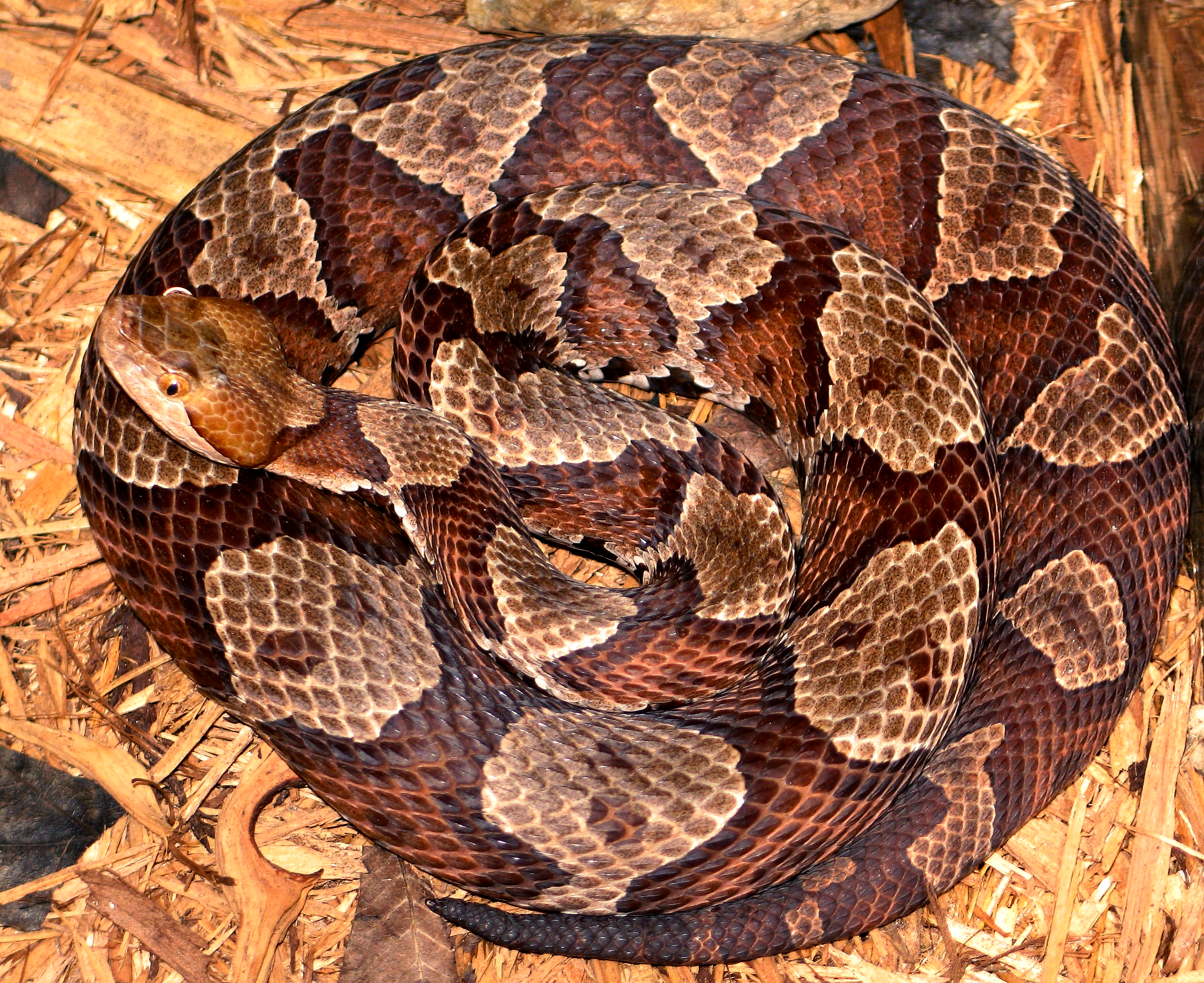
Nordamerikanischer Kupferkopf (Northern copperhead)

Die Metacomet Ridge beherbergt eine ganze Reihe von seltenen Mikroklimaten. Dicht beieinander liegen trockene, heiße Bergkämme mit Oak Savannas, die oft von Kastanien-Eiche und verschiedenen Gräsern und Farnen des Unterwuchs beherrscht werden neben Virginischem Wacholder (Juniperus virginiana), einer trockenheitsliebenden Art, die sich an die Klippenkanten krallt und die Sonnenabgewandten Hänge bieten Lebensraum für Pflanzengemeinschaften, die für die nahegelegenen Appalachen charakteristisch sind, Arten der Northern Hardwood forest und Oak-Hickory forest-Ökosysteme. Kanadische Hemlocktanne (Tsuga canadensis, Eastern hemlock) wächst in den engen Schluchten und hält das Sonnenlicht ab, wodurch feuchte, kühlere Wachstumsbedingungen für Farne und Schattenpflanzen gegeben sind. Die Schutthalden sind besonders reich an Mineralien und sind Lebensraum für eine Reihe von Kalzium-liebenden Pflanzen, die sonst in der Region selten sind. Meilenlange Klippen sind ein idealer Lebensraum für große Greifvögel und bilden eine wichtige Landmarke für den Vogelzug.

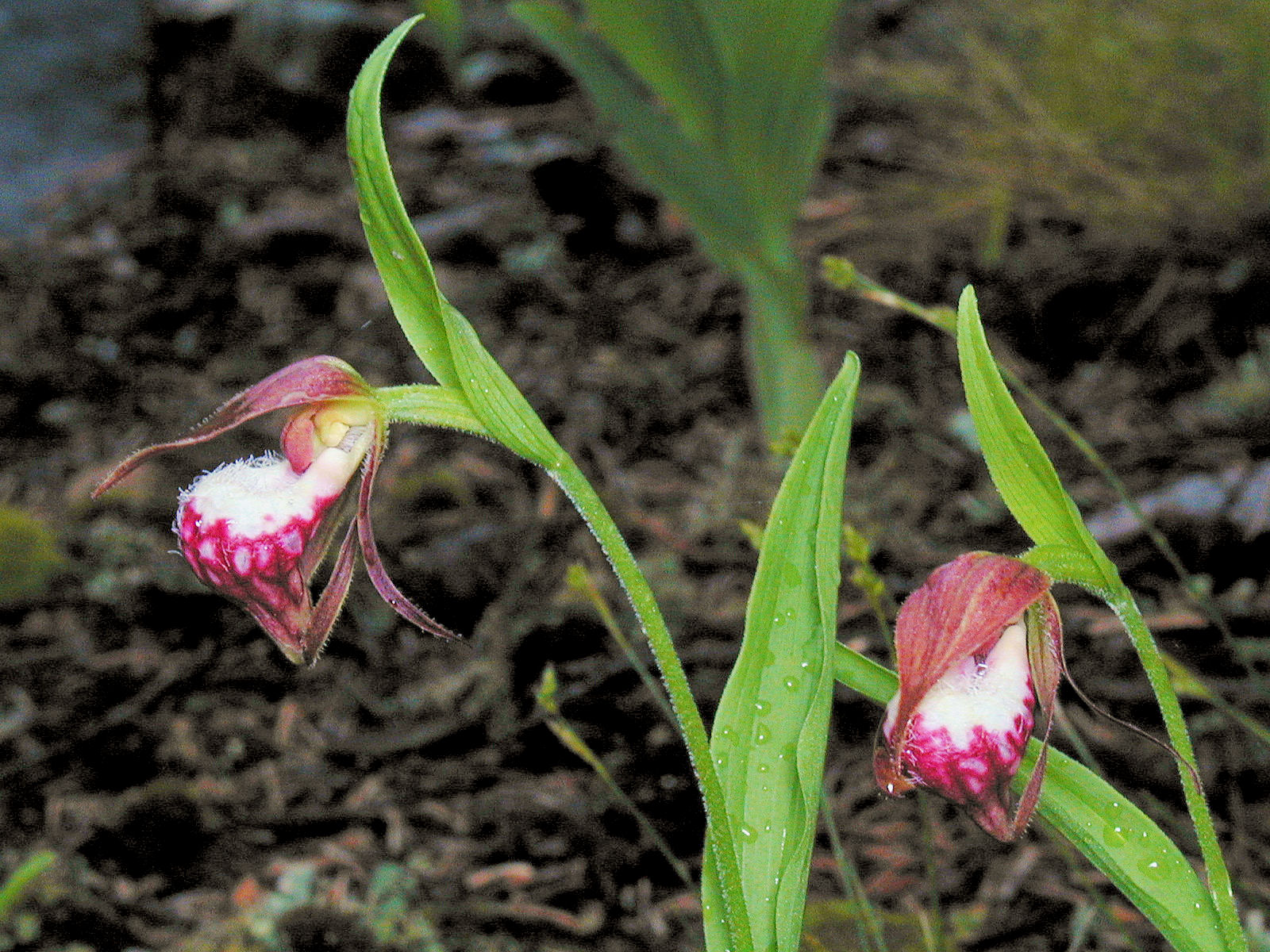
Ram’s-head lady’s slipper

Aufgrund dieser Bedingungen findet sich an der Ridge die nördlichste bzw. südlichste Ausdehnung bestimmter Arten. Andere sind national oder weltweit selten. Zu diesen Arten gehören Prickly Pear Cactus, Wanderfalke, Nordamerikanischer Kupferkopf (Agkistrodon contortrix mokasen, northern copperhead), Königin-Frauenschuh (Cypripedium reginae, showy lady’s slipper), Gelber Lerchensporn (Corydalis lutea, yellow corydalis), Widder-Frauenschuh (Cypripedium arietinum, ram’s–head lady’s slipper), basil mountain mint und devil’s bit lily.
Die Metacomet Ridge ist auch ein wichtiger Aquifer. Städte und Gemeinden beziehen von dort ihr Trinkwasser. Reservoirs wurden an Talcott Mountain, Totoket Mountain, Saltonstall Mountain, Bradley Mountain, Ragged Mountain und den Hanging Hills in Connecticut gebaut. Reservoirs für Springfield (Massachusetts) befinden sich an Provin Mountain und East Mountain.

## Geschichte

### Vor-Kolonial-Zeit

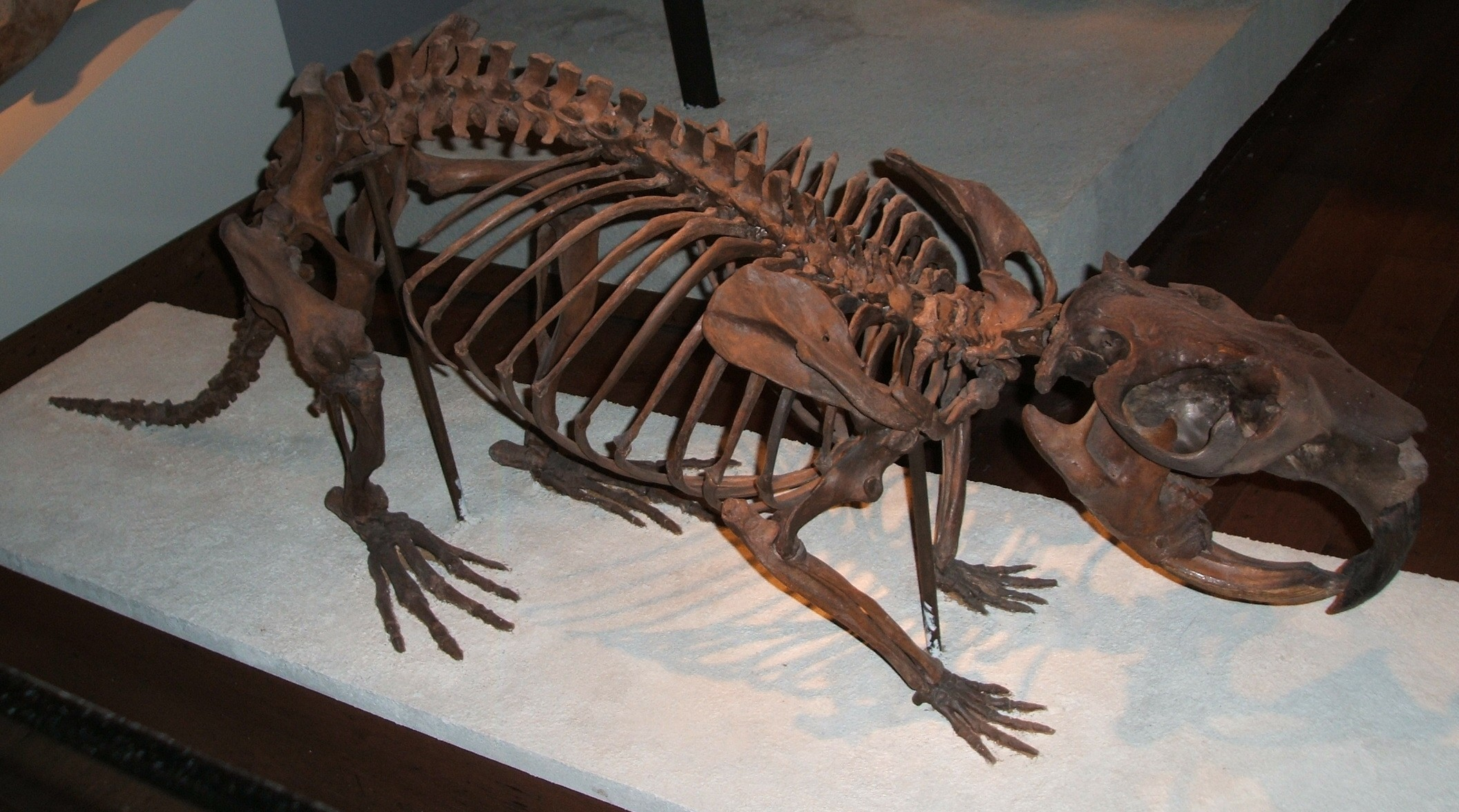
Eine prähistorische Art Riesen-Biber

Indianer lebten seit mindestens 10.000 Jahren in den umgebenden Flusstälern. Die Stämme gehörten zu den großen Völkern der Quinnipiac, Niantic, Pequot, Pocomtuc und Mohegan. Sie verwendeten Basalt zur Herstellung von Werkzeugen und Pfeilspitzen und lebten vor allem von Jagd und Wanderfeldbau. Auf kleineren Flächen entlang der Flüsse wurde gelegentlich Brandrodung betrieben um den Anbau von Mais, Kürbissen, Tabak und Bohnen zu erleichtern.
Die Indianer integrierten die Landschaftsformen in die Legenden ihrer religiösen Vorstellungen und viele Geschichten der Indianer wurden später in die Folklore der Kolonialzeit einbezogen. Der Steinriese Hobbomock, eine beliebte Figur in vielen Märchen, wurde dafür verantwortlich gemacht, den Lauf des Connecticut River verlegt zu haben, dort, wo er sich bei Middletown (Connecticut) abrupt nach Osten wendet, nachdem er mehrere hundert Meilen relativ stetig nach Süden verlaufen ist. Es wird auch erzählt, dass Hobbomuck einen riesigen menschenfressenden Biber erschlagen habe, der in einem Großen See irgendwo im Connecticut River Valley in Massachusetts gelebt haben soll. Die Indianer glaubten, dass der Körper des Bibers noch immer sichtbar ist als die Pocumtuck Ridge. Später, nachdem Hobbomuck den Verlauf des Connecticut River verlegt hatte, wurde er damit bestraft, auf ewig zu schlafen. Es heißt sein schlafender Körper bilde die menschenähnliche Silhouette des Sleeping Giant. Es gibt sogar wissenschaftliche Erklärungensansätze für diese Geschichten. Der große See, in dem der gigantische Biber gelebt haben soll, könnte eine Erinnerung an den nacheiszeitlichen Lake Hitchcock sein, der vor 10.000 Jahren bestand; der Riesenbiber könnte auf eine reale, bärengroße Biberart (Castoroides ohioensis) zurückgehen. Viele Landschaftsformen der Metacomet Ridge tragen heute noch immer indianische Namen: Besek, Pistapaug, Coginchaug, Mattabesett, Metacomet, Totoket, Norwottuck, Hockanum, Nonotuck, Pocumtuck und andere.

### Kolonisation und Industrialisierung

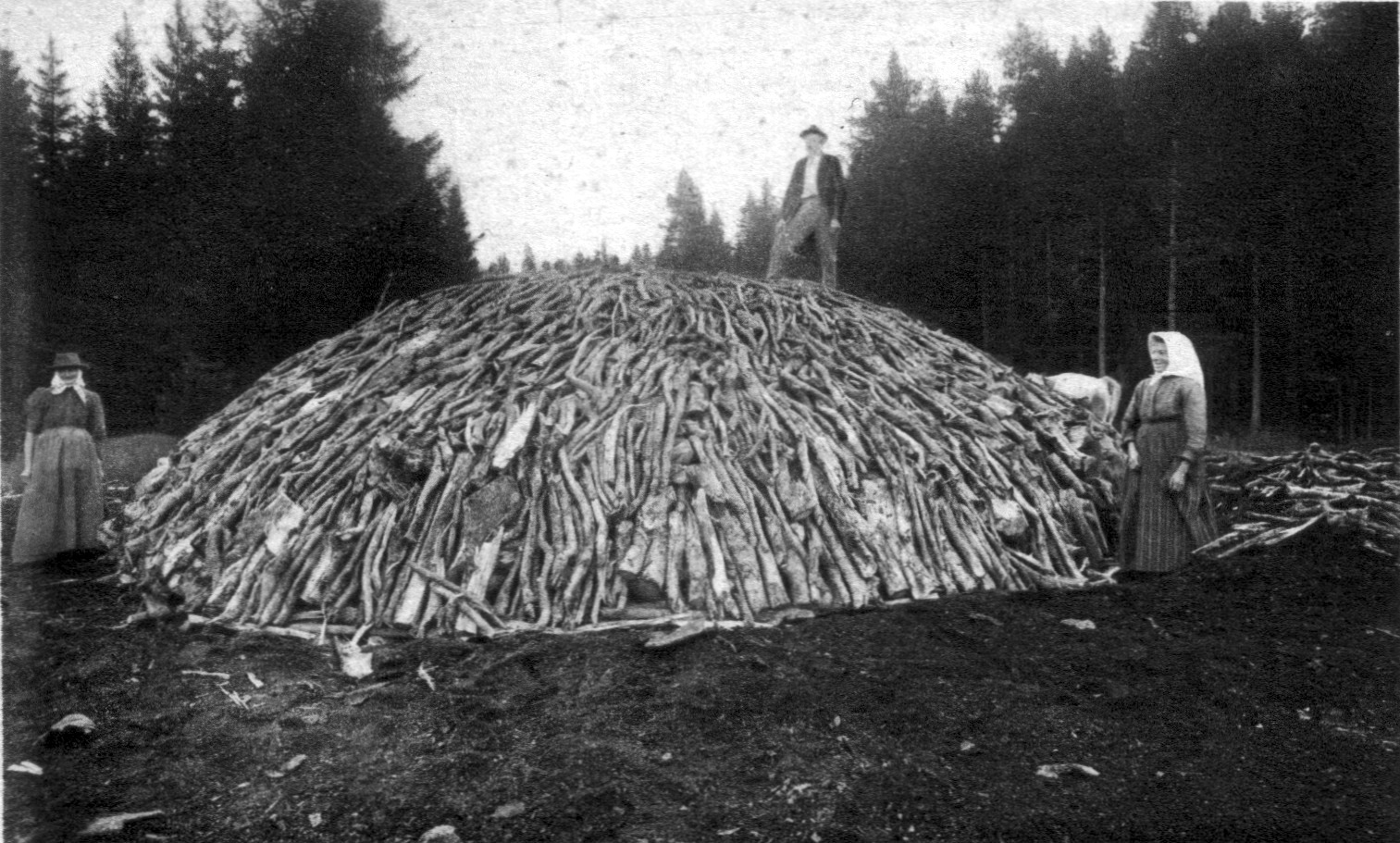
Kohlenmeiler

Europäer begannen mit der Besiedlung der Flusstäler rund um die Metacomet Ridge in der Mitte des 17. Jahrhunderts. Die Wälder wurden gerodet oder verbrannt um landwirtschaftliche Flächen zu gestalten. Am Anfang des 19. Jahrhunderts waren fast die gesamten Wälder Neuenglands verschwunden und auch die steilen Hänge der Metacomet Ridge, waren abgeholzt, obwohl die Steillagen nicht für Landwirtschaft geeignet waren. Das Holz wurde für die wachsende Kohleindustrie gebraucht, bevor die Steinkohle aus den Appalachen als Brennstoff ihre Stelle einnahm. An anderen Stellen wurden die Wälder auf den Bergkämmen verbrannt, als die umliegenden Gebiete abgebrannt wurden und einige der hochgelegenen Gebiete wurden als Weideland genutzt. Basalt wurde von den Schuttkegeln gewonnen um Fundamente von Gebäuden zu setzen. Kupfererz wurde am Fuß von Peak Mountain im Norden von Connecticut entdeckt und wurde von Häftlingen des Old Newgate Prison abgebaut.
Im Zuge der Industrialisierung im 19. Jahrhundert wurden die Flüsse aufgestaut um Wasserkraft zu nutzen. Der Holzeinschlag ging unvermindert voran um die wachsende Nachfrage nach Holz zu decken. Basalt und Sandstein wurde an vielen Stellen abgebaut als Baumaterial für Straßen und Häuser und auch der Brownstone wurde gerne genutzt und sogar mittels Eisenbahn oder Boot exportiert.

### Transzendentalismus

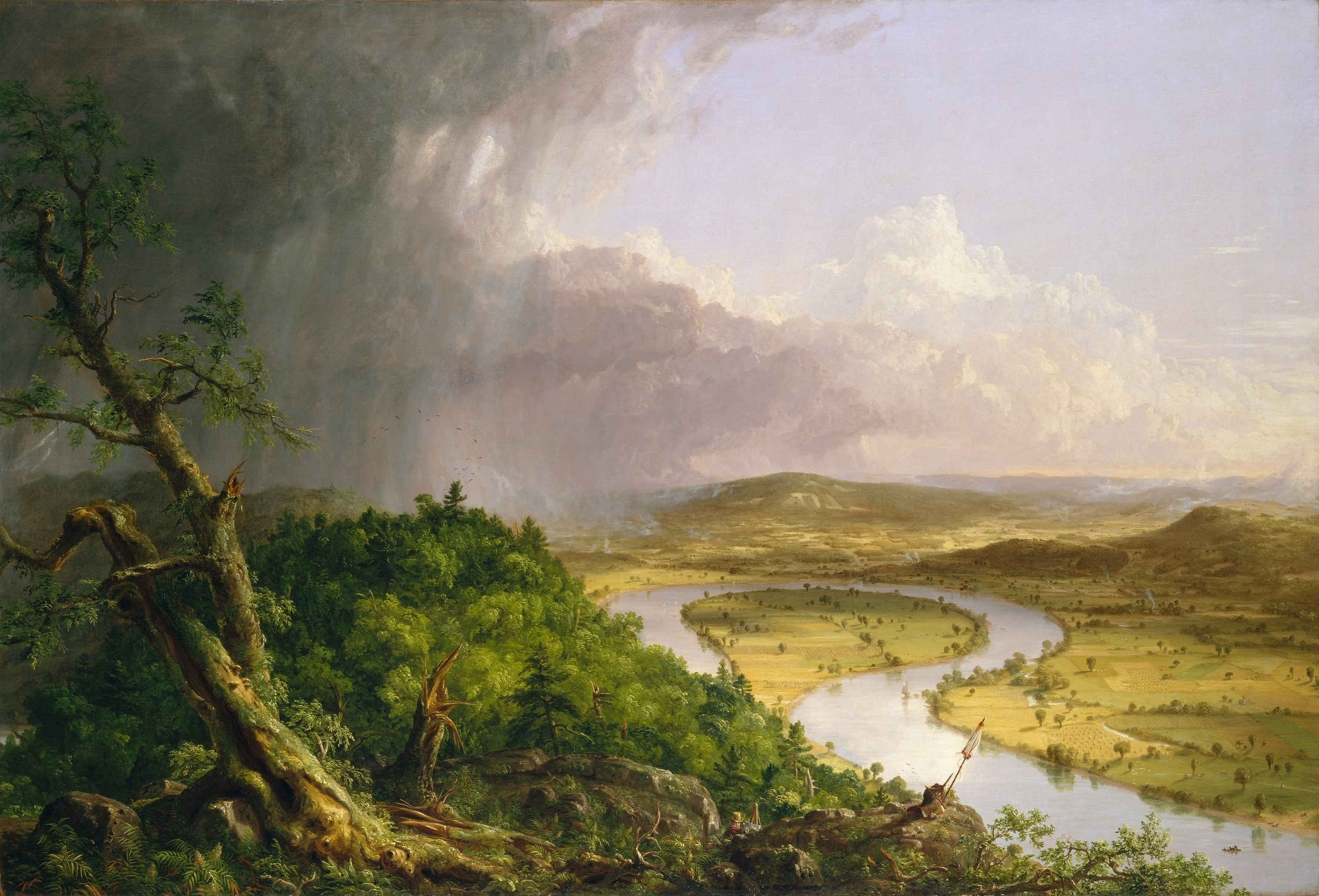
Thomas Cole, "The Oxbow," 1836. Mount Holyoke über dem Connecticut River.

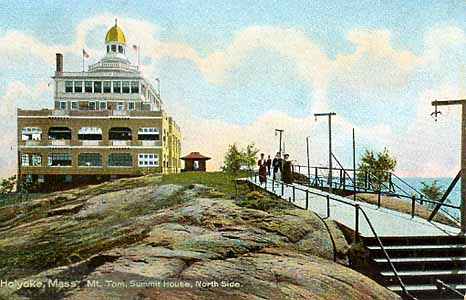
Mount Tom-Gipfelhütte, 1900

Verstädterung und Industrialisierung in Europa und Nordamerika führten zu ästhetisierenden Gegenbewegungen. Der amerikanische Transzendentalismus mit prominenten Figuren wie den Malern Thomas Cole, Frederic Edwin Church und anderen Hudson-River-School-Malern, Landschaftsarchitekten Frederick Law Olmsted und den Schriften der Philosophen Henry David Thoreau und Ralph Waldo Emerson suchte in der Natur einen Ausgleich zur zerstörerischen Kraft des Menschen. Der romantische Blick auf die Berge und andere Naturschönheiten in Neuengland führte zu einem Wahrnehmungswandel und die Metacomet Ridge wurde von einer kommerziellen Ressource zu einer Erholungs-Ressource. Hotels, Parks und Sommerhäuser entstanden auf den Bergen seit Mitte der 1880er bis ins frühe 20. Jahrhundert. Nennenswerte Hotels entstanden am Mount Holyoke, Mount Tom, Sugarloaf Mountain und Mount Nonotuck. Parks wie der Poet’s Seat in Greenfield (Massachusetts) und Hubbard Park an den Hanging Hills in Meriden entstanden als Rückzugsorte aus den angrenzenden städtischen Gebieten. Anwesen wie Hill-Stead und Heublein Tower wurden von Industriellen und Investoren als Zweitwohnsitze angelegt. Obwohl sich das Interesse allmählich auf abgelegenere Gebiete konzentrierte, bildet das physische, kulturelle und historische Erbe dieser frühen Naturschutz- und Erholungsbewegung noch immer eine wichtige Grundlage für moderne Naturschutzbemühungen. Viele der Anwesen wurden zu Museen; alte Hotels und die zugehörigen Ländereien wurden zu staatlichem und städtischen Parkgebiet. Oft gingen die Ländereien nach Bränden oder aufgrund von Stiftungen, Erwerbung oder Konfiszierung wegen ungezahlter Steuern in öffentlichen Besitz über. Nostalgische Erinnerungen früherer Hotelgäste unterstützten die Ästhetik der Bewahrung.

### Wanderbewegung (Trailbuilding)
Organisationen wie der Appalachian Mountain Club, der Green Mountain Club, die Appalachian Trail Conservancy (Appalachian Trail Conference) und die Connecticut Forest and Park Association förderten das Interesse an Naturlandschaften als Erholungsgebieten. Der Green Mountain Club erbrachte eine Pionierleistung mit der Einrichtung des Long Trail in Vermont 1918, die Connecticut Forest and Park Association, unter Edgar Laing Heermance, folgte bald mit dem 23 mi (37 km) langen Quinnipiac Trail entlang der Metacomet Ridge im südlichen Connecticut 1928 und bald darauf mit dem 51 mi (82 km) langen Metacomet Trail in Zentral- und Nord-Connecticut. Mehr als 700 mi (1.100 km) von "Blue Blaze Trails" in Connecticut wurden bis heute ausgezeichnet. Während der Fokus des Appalachian Mountain Club anfangs vor allem auf die White Mountains in New Hampshire ausgerichtet war, öffnete sich die Wahrnehmung als die Mitgliederzahlen wuchsen und das Interesse an Gebieten, die näher an den Wohnorten der Mitglieder gewann an Bedeutung. In den späten 1950ern, wurde der 110 mi (180 km) lange Metacomet-Monadnock Trail vom Berkshire Chapter des Appalachian Mountain Club unter Professor Walter M. Banfield von der University of Massachusetts Amherst ausgebaut. Der Weg folgt der Metacomet Ridge auf einem Drittel der Länge. Insgesamt hatte die Einrichtung der Wanderwege einen unterstützenden Effekt auf die Wahrnehmung der Naturschönheiten der Metacomet Ridge.

### Verstädterung und Landschaftsschutz
Obwohl die Metacomet Ridge bereits seit mehr als zweihundert Jahren in direkter Nachbarschaft zu bedeutenden Städten lag, galt sie aufgrund ihres schwierigen Geländes lange als ungünstiger Bauplatz, es sei denn, man hatte vel Geld zum Bauen übrig. Jedoch führten Urbanisierung und die Einführung von Automobilen zusammen mit modernen Konstruktionstechniken und Maschinen zu einer Nachfrage nach Wohnungen an und rund um die früher unbebaute Metacomet Ridge und die umgebenden "exurban communities". 2007 hatten die Metropolitan-Gebiet rund um die Range mit New Haven, Meriden, New Britain, Hartford, Springfield und Greenfield zusammengenommen eine Bevölkerung von mehr als 2,5 Mio. Die Bevölkerung im Umfeld der Range in Connecticut hat zwischen den 1990ern un 2000 um 7,6 % zugenommen und Baugenehmigungen um 26 %. Als attraktive Landschaft aufgrund von Aussicht und Nähe zu den städtischen Zentren ist die Metacomet Ridge sowohl für Bauunternehmer als auch für Landschaftsschützer ein bedeutendes Ziel geworden. Steinbrucharbeiten wurden zu einer besonders schwerwiegenden Bedrohung für die Ökosysteme, den öffentlichen Zugang und die ästhetischen Aspekte der Ridge. Gleichzeitig nahm aber auch das Interesse an Outdooraktivitäten zu und machte die Ridge zu einem attraktiven "active leisure"-Ziel. Mehr als zwanzig lokale NGOs sind heute für den Landschafts- und Naturschutz der Ridge aktiv. Die meisten von ihnen entstanden zwischen 1970 und 2000 und beinahe alle von ihnen verzeichnen einen Anstieg der Aktivitäten seit 1990. Darüber hinaus begannen mehrere internationale und nationals Organisationen sich für die Metacomet Ridge einzusetzen, unter anderem The Nature Conservancy, Sierra Club und Trust for Public Land.

## Freizeitmöglichkeiten

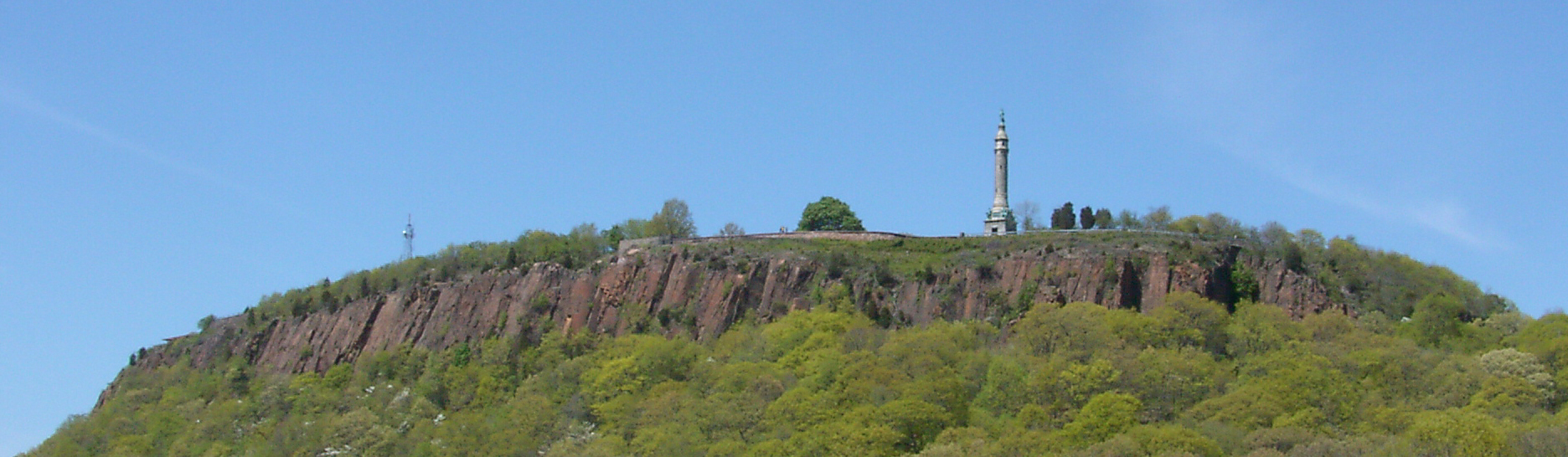
East Rock bei New Haven, Connecticut

Die Steilhänge, Aussichtspunkte und Landschaftliche Vielfalt in Nähe zu den urbanen Zentren macht die Metacomet Ridge zu einem wichtigen Naherholungsgebiet. Mehr als 200 mi (320 km) von Wanderwegen ziehen sich entlang der Berge. Neben den bereits erwähnten (Metacomet Trail, Quinnipiac Trail, Metacomet-Monadnock Trail) sind dies Mattabesett Trail, Regicides Trail (Connecticut); Robert Frost Trail und Pocumtuck Ridge Trail (Massachusetts). Daneben gibt es reichlich Möglichkeiten zum Klettern, Bouldern, Angeln, Bootfahren, Jagen, Schwimmen, Skifahren, Trail running, Radfahren und Mountainbike-fahren, Schneeschuhlaufen, Vögel beobachten und Picknicken. Rund um die Metacomet Ridge gibt es mehr als ein dutzend State Parks, Reservate und kommunale Parks, sowie mehr als drei dutzend Nature Preserves und Conservation Properties. Automobil-Fahrstraßen, die saisonal befahrbar sind, mit Aussichtspunkten gibt es in Poet’s Seat Park, Mount Sugarloaf State Reservation, J. A. Skinner State Park, Mount Tom State Reservation, Hubbard Park und West Rock Ridge State Park. Camping ist dagegen weitgehend untersagt. Museen, Historic Sites, Interpretive Centres und weitere Attraktionen sind zu finden und sogar einige Outdoor-Konzerte, Feste und Festivals werden veranstaltet.

## Naturschutz

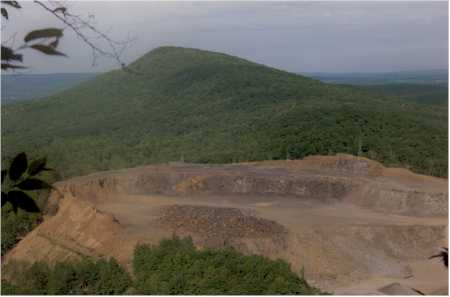
Abtragung von Round Mountain. Foto von 1989; seither wurde noch viel mehr Gestein abgetragen.

Ausbreitung der Stadtgebiete stellt die größte Gefährdung für die Metacomet Ridge dar. Steinbrucharbeiten haben bereits mehrere square miles (km²) von Bergen in Massachusetts und Connecticut abgetragen. Zu den betroffenen gebieten gehören Trimountain, Bradley Mountain, Totoket Mountain, Chauncey Peak, Rattlesnake Mountain, East Mountain, Pocumtuck Ridge und der ehemalige Round Mountain der Holyoke Range. Das gigantische Menschenähnliche Profil des Sleeping Giant trägt spuren des Abbaus an seinem "head". Der Abbau dort wurde durch den Einsatz der Anwohner und durch die Sleeping Giant Park Association gestoppt.
Bebauung und Steinbrucharbeiten haben zu Bemühungen geführt, Land für öffentliche Nutzung durch kollektiven Erwerb und Fundraising zu erwerben. Es wurden Rechtsberatungen für Landschenkungen geschaffen und Conservation Easement (Schutzprivilegien), und Schutzbestimmungen erlassen und in einigen seltenen Fällen sogar Enteignungen (eminent domain) vorgenommen. Die neuesten Errungenschaften sind die Erwerbung des aufgelassenen Skigebiets am Mount Tom, die Erwerbung der Hänge und Gipfel von Ragged Mountain, und die Aufnahme der Ridgeline von North Branford, Connecticut, bis Belchertown, Massachusetts, in eine Studie des National Park Service zu einem neuen National Scenic Trail (New England National Scenic Trail).

## Einzelnachweise

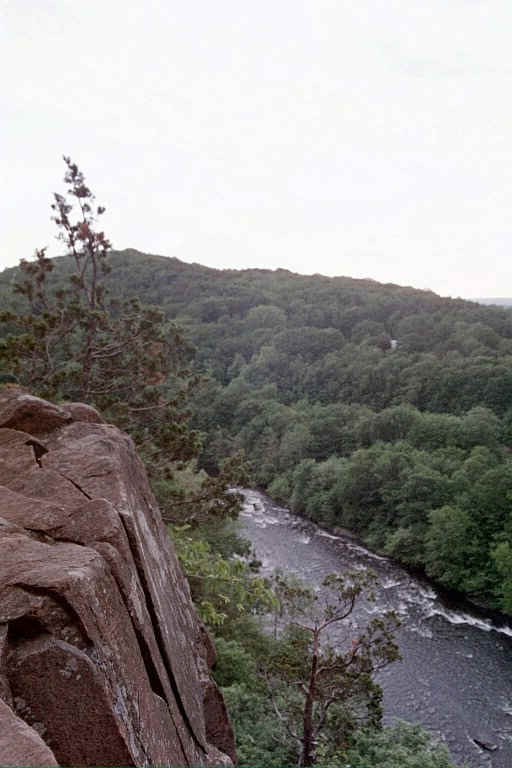
Der Farmington River durchschneidet die Metacomet Ridge bei Simsbury, Connecticut.